# Guus Scheffer
August (Guus) Scheffer (Haarlem, 24 januari 1898 - aldaar, 1 november 1952) was een Nederlands gewichtheffer. Hij nam tweemaal deel aan de Olympische Spelen.
Scheffer was lid van Krachtsportvereniging Haarlem en nam deel aan de Olympische Zomerspelen in 1924 en 1928. In 1924 werd hij zevende in de lichtgewicht klasse en in 1928 won hij een bronzen medaille in het middengewicht (tot 75 kilo). Hij had een horecabedrijf. 